# هيذر ماك دونالد
هيذر ماك دونالد (بالإنجليزية: Heather Mac Donald)‏ هي صحفية ومحامية أمريكية، ولدت في 23 نوفمبر 1956 في كاليفورنيا في الولايات المتحدة.

## وصلات خارجية
- هيذر ماك دونالد على موقع IMDb (الإنجليزية)
- هيذر ماك دونالد على موقع إن إن دي بي (الإنجليزية)